# Kiss of the Spider Woman (musical)
Kiss of the Spider Woman è un musical con musiche di John Kander, versi di Fred Ebb e libretto di Terrence McNally, tratto dal romanzo Il bacio della donna ragno di Manuel Puig. Il romanzo aveva già ispirato nel 1985 il film di Héctor Babenco Il bacio della donna ragno con Raúl Juliá e William Hurt.

## Trama
Il vetrinista omosessuale Louis Alberto Molina sta scontando otto anni di reclusione in una progione sudamericana per "corruzione" di un minore e divide la cella con il prigioniero politico Valentin Arregui Paz. La convivenza tra i due è inizialmente complicata: Molina è eccentrico e fantasioso, Valentin un rude marxista. Per sopportare l'umiliazione e le torture, Molina si concentra sui suoi amati film e sulla sua diva preferita, Aurora, che lui ama in ogni ruolo tranne quello della speventosa "donna ragno", che uccide con un bacio.
Valentin viene torturato di frequente e Molina si prende cura di lui, con l'immaginario aiuto di Aurora; i due finiscono per entrare in confidenza e Valentin confessa al compagno di cella il nome dell'amata: Marta. Il direttore del carcere convoca Molina per riferirgli che l'adorata madre è malata e che lui la potrà vedere solo se farà il doppio gioco con Valentin e porterà ai carcerieri informazioni personali di Molina.
Poco tempo dopo Molina mangia consapevolmente un piatto destinato a Valentin contenente sostanze tossiche e sta talmente male da dover essere portato in infermeria, dove riceve le visite immaginarie della madre e della "donna ragno"; dopo non molto tempo anche Valentin comincia a stare male, ma Molina decide di curarlo personalmente nella sua cella, temendo che in infermeria approfittino della sua malattia per piegarne la volontà. Per distrarsi, Valentin chiede a Molina di raccontargli la trama dei suoi film preferiti e lui in cambio gli confida i suoi sogni e le sue speranze.
Molina è convocato nuovamente dal direttore del carcere, che gli permette di telefonare alla madre e gli annuncia che il giorno dopo verrà rilasciato per buona condotta. Tornato in cella, Valentin tenta di convincerlo a portare un messaggio ai suoi compagni e, dopo l'iniziale rifiuto di Molina, Valentin lo seduce e Molina promette di consegnare il messaggio. Il giorno dopo Molina è catturato mentre cerca di contattare i rivoluzionari e, dato che rifiuta di collaborare, viene ucciso.
Nella scena finale Molina assiste al "film della sua vita" insieme alle persone che amato (tra cui Valentin) e riceve il bacio fatale della "Donna Ragno".

## Numeri musicali
Primo atto
- Prologue – Spider Woman e prigionieri
- "Her Name is Aurora" – Molina, Aurora, Aurora's Men and Prisoners
- "Over the Wall" – Prisoners
- "And the Moon Grows Dimmer" – Aurora
- "Bluebloods" – Molina
- "Dressing Them Up" / "I Draw the Line" – Molina e Valentin
- "Dear One" – Madre di Molina, Marta, Valentin e Molina
- "Over the Wall II" – Prigionieri, Molina e Valentin
- "Where You Are" – Aurora, ballerini e prigionieri
- "Over the Wall III" / "Marta" – Valentin e prigionieri
- "Come" – Spider Woman
- "I Do Miracles" – Aurora and Marta
- "Gabriel's Letter" / "My First Woman" – Gabriel e Valentin
- "Morphine Tango" – Orderlies
- "You Could Never Shame Me" – Madre di Molina
- "A Visit" – Spider Woman e Molina
- "She's a Woman" – Molina
- "Gimme Love" – Aurora, Molina e ballerini

Secondo atto
- "Russian Movie" / "Good Times" – Aurora, Molina e Valentin
- "The Day After That" – Valentin
- "Mama, It's Me" – Molina
- "Anything for Him" – Spider Woman, Molina e Valentin
- "Kiss of the Spider Woman" – Spider Woman
- "Over the Wall IV" / "Lucky Molina" – Warden e prigionieri
- "Only in the Movies" / "His Name was Molina" – Molina e le persone della sua vita

## Produzioni
Una primissima versione del musical era andata in scena alla State University of New York nel maggio 1990, diretta da Harold Prince, coreografata da Susan Stroman e interpretata da Lauren Mitchell (Aurora), John Rubinstein (Molina) e Kevin Gray (Valentin).
Nell'ottobre 1992, dopo essere stato messo in scena per una stagione limitata a Toronto, Kiss of the Spider Woman debutta a Londra con Chita Rivera, Anthony Crivello e Brent Carver; il musical resta in scena per 390 repliche e viene candidato al Laurence Olivier Award al miglior musical oltre a vincere l'Evening Standard Award per il miglior nuovo musical. Allo scadere del suo contratto, Chita Rivera era stata sostituita da Bebe Neuwirth al suo debutto londinese.
Il 3 maggio 1993, Kiss debuttò a Broadway con Chita Rivera, Anthony Crivello e Brent Carver; il musical vinse diversi premi ai Tony Awards, tra cui miglior musical, miglior attore protagonista in un musical (Carver), miglior attore non protagonista in un musical (Crivello) e miglior attrice in un musical (Rivera). Kiss of the Spider Woman rimase in scena per 904 repliche fino a luglio 1995; nel corso delle repliche il ruolo di Aurora venne interpretato anche da María Conchita Alonso, Vanessa L. Williams e Carol Lawrence, quello di Molina da Howard McGillin e quello di Valentin da Brian Stokes Mitchell.

## Adattamento cinematografico
Nel 2025 Bill Condon ha scritto e diretto l'omonimo adattamento cinematografico con Jennifer Lopez, portato al debutto al Sundance Film Festival.